# Peltogaster paguri
Peltogaster paguri är en kräftdjursart som beskrevs av Martin Heinrich Rathke 1842. Peltogaster paguri ingår i släktet Peltogaster och familjen Peltogastridae. Arten är reproducerande i Sverige. Inga underarter finns listade i Catalogue of Life.